# Músculo liso vascular

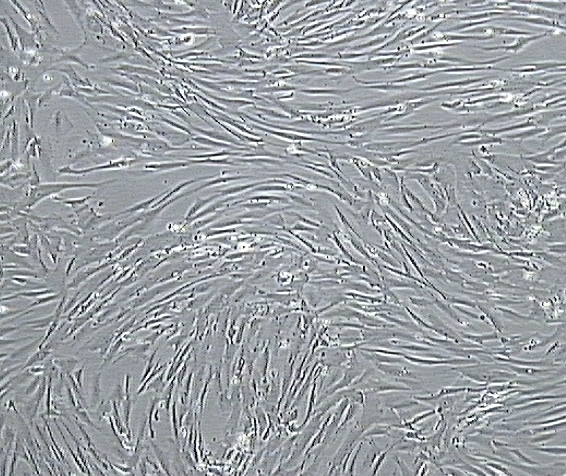
Músculo liso vascular humano isolado da aorta

Músculo liso vascular se refere ao tipo particular de músculo liso encontrado no interior das paredes dos vasos sanguíneos.